# Нові Бременські
Нові Бременські — російський мультфільм 2000 року режисера Олександра Горленка, знятий кінокомпанією "КіноМост" та компанією "Gold Vision". Є продовженням мультфільмів "Бременські музики" (1969) та "Слідами бременських музикантів" (1973).

## Сюжет
Тридцять років минуло. Багато води минуло с тих пір, у Трубадура і принцеси народився син король обіднів, але вільно живеться тепер розбійникам, плетет інтриги Атаманша стала банкіршей та будує козні.

## Творці
- Автори сценарію: Василь Ліванов, Юрій Ентін
- Текст пісень: Юрія Ентіна
- Композитор: Геннадій Гладков
- Російський державний сімфоничний оркестр кінематографії під керівництвом Сергія Скрипки
- Режисер-постановник: Олександр Горленко
- Художники-постановники: Юрій Батанін, Надія Михайлова
- Монтаж: Олександр Чупаков
- Звук: Володимир Виноградов
- Виконавчі продюсери: Фелікс Клейман, Давід Кеосаян
- Продюсер: Володимир Досталь

## Нагороди на фестивалях
- 2000: Приз за III місце на Всеросійському фестивалі візуальних мистецтв у "Орленке"

## Ігри за мотивами мультфільму
- 10 квітня 2000 року компанією "Бука" була випущена гра "Нові Бременські". Головним героєм гри став детектив. У цій грі потребується спочатку грати за злодіїв, а потім за героїв. Гра зроблена виключно за мотивами фільму, поскільки дія містить тільки ключові моменти сюжету. В частності, у другій половині гри детектив переходить на сторону Бременських музикантів, і практично весь дальнійший сюжет оригінальний.
- У 2001 році фірмою "МедіаХауз" випущена гра "Конструктор мультфільмів: Нові бременські".